# Prosoplus hibisci
Prosoplus hibisci är en skalbaggsart som beskrevs av J. Linsley Gressitt 1956. Prosoplus hibisci ingår i släktet Prosoplus och familjen långhorningar. Inga underarter finns listade i Catalogue of Life.